# برودس كلاي
جورج موردوتش (بالإنجليزية: Brodus Clay)‏ , (ولد في 21 فبراير 1973), مصارع أمريكي محترف، يصارع حاليا في اتحاد التي ان أي تحت اسم تايرس , وقد كان يصارع سابقا في اتحاد الدبليو دبليو أي تحت اسم برودس كلاي , وقد شارك في عرض ان اكس تي للموسم الرابع من عام 2010 لغاية 2011 , وبعدها شارك في العروض الرئيسية، وانتهى عقده مع الدبليو دبليو أي في 2014.

## النشأة
قد كان موردوتش يلعب كرة القدم عندما كان في مدرسته سابقا قبل ان يصبح مصارعا، وقد عمل كحارس شخصي لمدة اربع أعوام.

## مسيرته في المصارعة الحرة

### ديب ساوث ريسلنغ
بعد أن وقع عقدا مع الدبليو دبليو أي شارك موردوتش في عرض ديب ساوث ريسلنغ التابع للدبليو دبليو أي، وقد ظهر أول مرة في سبتمبر 2006 حيث كان تحت اسم جي ريلا، وفاز على بيج بيلي دوغلاس في مباراة دارك في أول مباراة له في 7 سبتمبر، وبعدها في الشهر الآخر شارك في فريق مع إيريك بيريز وسوني سيكيا ليكونوا ما يعرف ب (يوربان أسلوت), وفي 14 ديسمبر انضم له آفا جونير، وفي الاسبوع الآخر هاجم بيريز وسيكيا وآفا موردوتش ورموه خارج المجموعة، وفي نفس الشهر شارك موردوتش في عرض السماكداون في مباراتان من نوع دارك ضد سكوتي تو هوتي وفاز بواحدة وخسر الأخرى وكان يستخدم اسمه الحقيقي، وفي بداية يناير 2007 دخل جي ريلا في عداء مع عصابة يوربان أسولت وهاجم الاعضاء أثناء المباراة، وشكل فريق بعدها مع فريكين دياكون وتمكنوا من لفوز عليهم في أول مباراة لهم، وبعدها تمكنا من الفوز على فرانكي كوفردالي وبوب هوسكينس، وكذالك هزموا نادي قتال السموان سيكيا وآفا جونير، شون اسبورن وجون بولين، روبرت آنثوني وجوني كورتس تمكنوا من هزيمة كل هأولاء في مارس، وتمكنوا من الفوز على أبطال دي س دبليو للفرق مايك نوكس وديريك نيكريك في مباراتان ليستا على الاحزمة.

### فلوريدا تشامبيون شيب ريسلنغ

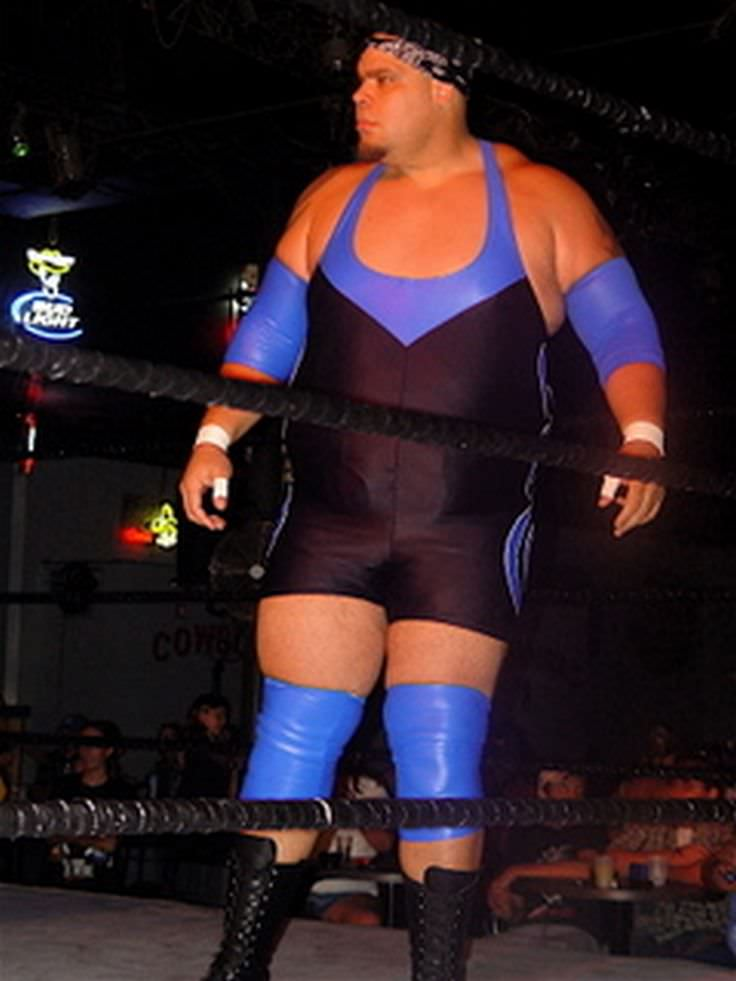
جي ريلا في اف سي دبليو سنة 2007

في يونيو 2007 , ظهر موردوتش أول مرة في يوم 26 يونيو في اف سي دبليو، وفاز على شون اوسبورن، وبعد ثلاثة أشهر في يوم 15 سبتمبر فاز ريلا بمباراة باتل رويل لعشرين مصارع ليصبح المنافس الأول على بطولة FCW Southern Heavyweight وكان آخر اقصاء له هو تيدي هارت، تحدى هاري سميث على البطولة في يوم 25 سبتمبر ولكنه خسر بالأقصاء مما يعني ان سميث حافظ على حزامه، وفي الشهر الذي بعده استمر عداء ريلا مع هارت وسميث ليتحدى ويكونان ذا هارتي داينستي مع كل من تي جاي ويلسون وتيد ديبياسي، وقد تحالف هو مع اسبورن وجاك هاجير وآفا جونير، وبعدها شكل فريق مع روبيرت آنثوني في ديسمبر 2007 , ولكن في 4 فبراير 2008 انتهى عقد موردوتش مع الدبليو دبليو أي 

في يناير 2010 وقع موردوتش عقدا مع الدبليو دبليو أي مرة أخرى ويصارع في اف سي دبليو، ومارس استخدم موردوتش مرة أخرى جي ريلا، وشكل تحالف مع ذا أوسو وتامينا ودوني مارلو، وتمكن من الفوز على جيكوب نوفاك ورودي باركر بمفرده، قبل ان يتغير اسمه إلى برودس كلاي في مايو 2010 , وفي يوم 16 يونيو تحدى كلاي ومارلو فريق لوس أفيادروس على بطولة اف سي دبليو للفرق الثنائية ولكنهما فشلا، وغير كلاي ومارلو اسم الفريق إلى كلوسال كونيكشين، وتحديا فريق لوس افيادروس مرة أخرى على بطولة اف سي دبليو للفرق الثنائية وفازا بالأقصاء في يوم 1 يوليو بعد تدخل ذا اوسو وسمحا لفريق لوس افيادروس بالحفاظ على الاحزمة، ولاحقا تلك الليلة أقيمت مباراة بين كلوسال كونيكشين وذا أوسو وانتهت بفوز كونيكشين بالأقصاء بعد تدخل لوس افيادروس ليصبحا المنافسا الاولان على بطولة اف سي دبليو للفرق الثنائية، وشاركا بعدها في مباراة أربع فرق على الاحزمة لكن تمكن لوس افيادروس من الاحتفاظ بالأحزمة، وفي يوم 12 أغسطس تمكن ديريك باتمان وجوني كورتس بالفوز بمبارة فرق ثلاثية تتظمن كونيكشين ولوس افيادروس ليصبحوا ابطال اف سي دبليو للفرق، فشل كلاي ومارلو بالفوز على بطلا الفرق باتمان وكورتس بعد خساراتهما بمباراة ضدهما، وفي أكتوبر ظهر كلاي في العرض الرئيسي في الدبليو دبليو أي وخسر ضد جي تي جي.

### أن أكس تي والتحالف معالبيرتو ديل ريو
أثناء نهاية الموسم الثالث من ان اكس تي، تم إعلان عن مشاركة كلاي في الموسم الرابع من ان اكس تي، مع تيد ديبياسي وماريس كمدرباه، وظهر أول مرة في الحلبة عندما تحالف مع ديبياسي لهزما بايرون ساكستون ومدربه كريس ماسترس في يوم 14 ديسمبر 2010 , وخسر أول مرة في مباراة عندما خسر هو وديبياسي وماريس ضد ساكستون وماسترس ونتاليا في مباراة ست اشخاص مختلطة، تمكن كلاي من الفوز بمبارة اقصاء في 25 يناير 2011 , وحصل على حق اختيار مدرب جديد، وقد اختار مدربه الجديد المصارع المحترف البيرتو ديل ريو وقاما بمهاجم ديبياسي، وفي الاسبوع الآخر تمكن كلاي من الفوز على ديبياسي، وفي يوم 8 فبراير تمكن كلاي من الفوز بمبارتان مما جعله يحصل على ثلاث نقاط، وقد كان هو وجوني كورتس متعادلان في النقاط، وقد تم اقصاء ساكستون من الموسم، وفي آخر الموسم في يوم 1 مارس أقيمت مباراة بين كلاي وكورتس وفاز كورتس 

و في يوم 7 مارس ظهر كلاي على هيئة حارس ديل ريو الشخصي وقام بمواجهة المصارع كرستيان مدلان منه ولكنه خسر بسرعة، عندما كان ديل ريو في عداء مع كرستيان وأيدج خاض كلاي مبارايات فردية ضدهم وكذالك فريقا مع ديل ريو، وكان كلاي بوجود بجانب ديل ريو في عرض راسليمينا 27 أثناء مباراته ضد أيدج التي خسرها، وفي يوم 25 أبريل في عرض الرو تم نقل ديل ريو إلى عرض الرو بينما بقي كلاي في سماكداون، وكان آخر ظهور له أثناء مباراة السلالم بين ديل ريو وكرسيتان على بطولة العالم للوزن الثقيل حيث خسرها ديل ريو وقد تعرض كلاي أثناء المباراة لضربة قوية بالسلم من كرستيان واسقطته ارضا.

### فانكاسوريس وتونس أوف فانك
بعد ثلاثة أشهر من تصويره لفيلم ((لا أحد يعيش)) وقد ظهر في يوم 4 أغسطس 2011 في عرض السوبر ستارز وفاز على بات سيلفا، وقد تم إعلان عن عودته في يوم 7 نوفمبر في عرض الرو، وعاد في يناير 2012 بشخصية جديدة حيث كان محب للرقص محبوب من الجماهير يحب المرح من كوكب الفانك، ولقب بي (فانكسوريس) ومعه كل من نعومي وكامرون، وقد كان يفوز على خصومه بسرعة شديدة أمثال تايسون كيد وهيث سلايتر وغيرهم في عروض سماكداون والرو، وفي عرض رويل رمبل تمكن من الفوز على درو ماكنتاير

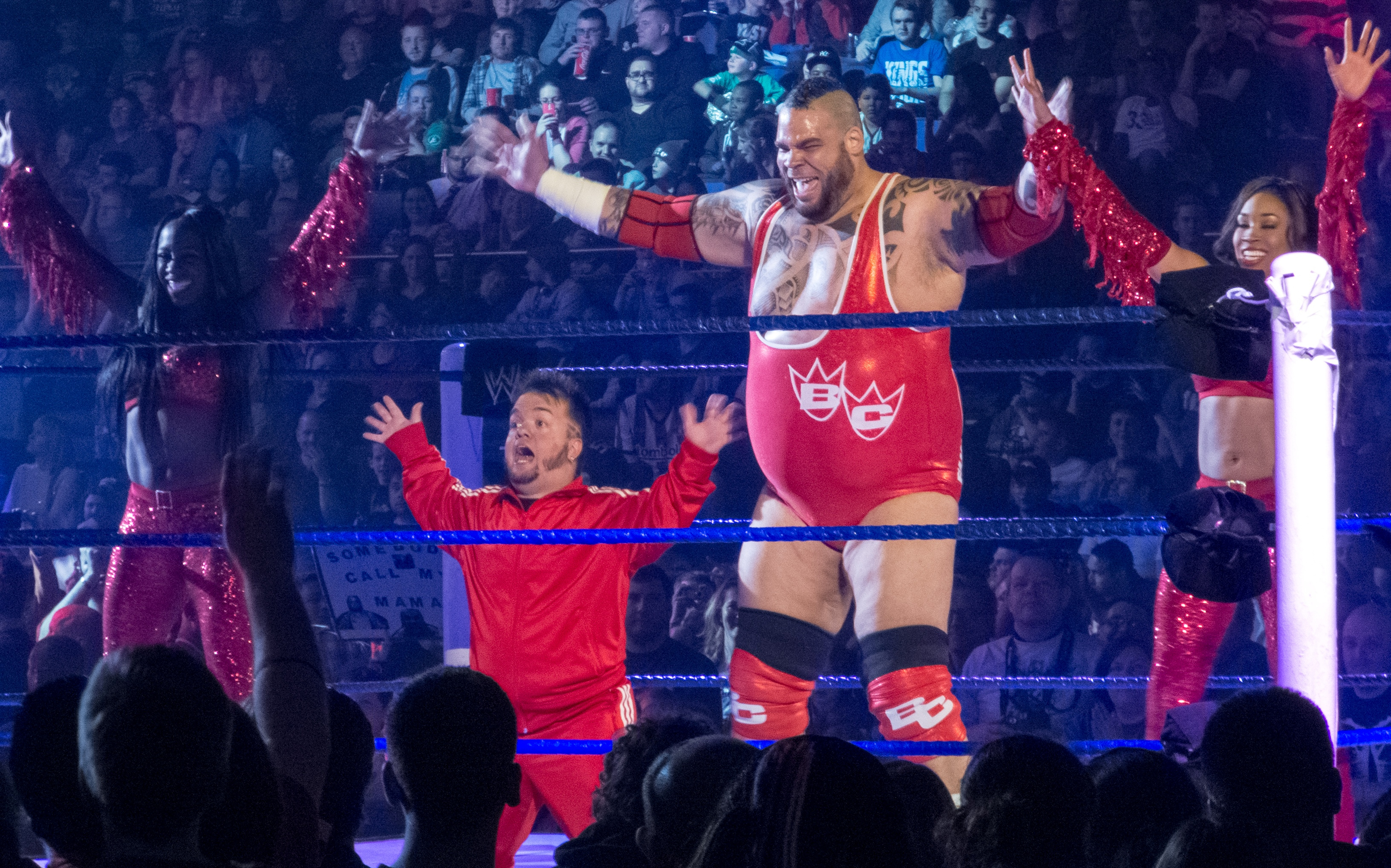
برودي كلاي (في الوسط) يرقص مع هورنسواغل

و قد اختفا كلاي عن الدبليو دبليو أي لمدة شهرين تقريبا ليعود في 12 مارس 2012 في عرض الرو، وفي عرض راسلمينيا 28 رقص كلاي على أغنية اسماها كلاي ماما، وفي عرض الرو الذي يليه دخل كلاي في عداء مع دولف زيجلر وجاك سواجر عندما انقذ سانتينو منهما، وفي يوم 9 أبريل تمكن كلاي وماريلا من الفوز على زيجلر وسواجر، وفي يوم 20 أبريل في عرض سماكداون أصبح كلاي صديقا لهورنسواغل، وفي عرض أكستريم رولز تمكن كلاي من الفوز زيجلر، وفي عرض أوفر ذا ليميت تمكن كلاي من الفوز على ذا ميز، وقد كان لكلاي سلسلة انتصارات ب21 فوز بدون أي خسارة منذ ان أصبح فانكسوريس 

و في يوم 28 مايو تحول بيج شو إلى شرير، وقام بمهاجمة كلاي أثناء رقصه، حيث تعرض بيج شو للطرد، وبدأ كلاي في عدأ مع ديفيد اوتانغا وتمكن من الفوز عليه بالعد الخارجي بعد هروب اوتنغا، وفي نفس الليلة تدخل كلاي أثناء مباراة القفص الحديدي بين جون سينا وبيج شو وقام بساعدة سينا لتحقيق الفوز وتعرض جون لورنايتس للطرد، وعاد بيج شو بيوم 22 يونيو في عرض السماكداون وقام بضرب كلاي مع أوتانغا، وعاد كلاي في رو بيوم 25 يونيو 2012 وخاض مباراة ضد بيج شو ولكنه خسر حيث انتهت سلسلة انتصارات كلاي ب24 فوز، وانتهى العداء بين اوتانغا وكلاي بيوم 2 يوليو أثناء مباراة 8 رجال مما جعل سانتينو ماريلا من تثبيت اوتانغا، وقام كلاي بالأنقضاض على اوتانغا بعد المباراة، دخل بعدها كلاي في عداء مع داميان سانداو في يوم 30 يوليو وقام سانداو بمهاجمة كلاي بعد أن ضحك على الفديو الذي يظهر فيه تعرض سانداو للضرب من فريق دي جنريشن اكس داخل الحلبة، وفي يوم 20 أغسطس تواجه كلاي مع سانداو وتمكن سانداو من الفوز بواسطة التثبيت السريع ولكنه هوجم من قبل كلاي بعدالمباراة، وفي عرض سرفايفر سريز شارك كلاي بمباراة ثمان رجل للأقصاء وكان أول رجل يقصى من قبل المصارع تنساي 

و في يناير 2013 شارك كلاي بمباراة رويل رمبل واقصي من قبل خمس رجال، وفي يوم 28 يناير بعرض الرو في لوس فيغاس تحدى كلاي تنساي بمباراة الرقص وقام تنساي بالرقص وأحرج تنساي، ولكن كلاي اخربه بان الرقص ممتع وقال له ((ماحدث لفيغاس سيبقى بفغاس)) وقام الاثنان بالرقص معا، وبعد يومان بعرض ماين ايفينت تمكن تنساي من الفوز على تايتوس اونيل وقام بالرقص مع كلاي بعد المباراة، وبعدها كون الاثنان فريقا وهزموا فرق مثل بريمو وإبيكو، فريق 3MB وفريق رودز سكاليرس في عرض المنيشن تشامبر بيوم 17 فبراير، وفي يوم 22 مارس بعرض سماكداون خسر كلاي وتنساي لفرق رودز سكاليرس بعد تدخل ذا بيلا توينز، وفي يوم 27 مارس اعلنا الاثنان بان الفريق اسمه ((تونس اوف فانك)), وفي عرض الرو بعد راسلمينيا 29 تمكن فريق تونس اوف فانك مع ذا فانكداكتورس من الفوز على فريق رودس سكاليرس وذا بيلا توينز في مباراة ثمان مختلطة، وفي أحد عروض السماكداون تعرضوا للخسارة ضد فريق عائلة وايت.

### العودة إلى المنافسة الفردية (2013 - 2014)
في نوفمبر 2013 أصبح كلاي غاضبا بسبب أكزافيير وودز الذي ظهر مؤخرا وقام بالدخول إلى الحلبة مع ذا فانكداكتورس وموسيقى برودس كلاي، وبعدها أصبح كلاي يتحول إلى شرير وقام بضرب وودز، بعد أن قا م بالفوز على وودز بسرعة، وفي عرض تي ال سي واجه كلاي شريك وودز آر تورث وفاز بها تروث، وقام تنساي وذا فانكداكتورس بترك كلاي بمفرده بعد خسارته 

و بعدها باليلية في عرض الرو أستكمل كلاي تحوله إلى شرير حيث قام بالقاء اللوم على تنساي بعد خسارتهما مباراة فرق وقام بمهاجمته بعدها، وانتهى فريق تونس اوف فانك، وكذالك ذا فانكداكتورس تحلفتا مع تروث ووودز، وبعدها خسر كلاي ضد كل من تنساي وتروث ووودز في عدة مبارايات فردية، وقد شارك كلاي في مباراة أندريه العملاق التكريمية في عرض راسلمينيا 30 ولكنه اقصي من قبل ذا غريت كالي 

و عاد في يوم 3 أبريل 2014 في عرض ان اكس تي وتعرض للخسارة على يد اكزافير وودز، وبعد المباراة أعلن كلاي انه يريد مواجهة بطل الآن اكس تي أدريان نيفل، وفي يوم 17 أبريل اقيمت مباراة بين كلاي ونيفل وتمكن نيفل من الفوز في مباراة ليت على الحزام بواسطة العد الخارجي، وفي يوم 1 مايو قام كلاي بتحدي نيفل على حزام البطولة في مباراة بدون اقصاء ولكن فاز نيفل، وفي الاسبوع الذي يليه شارك كلاي في باتل رويل لتحديد المنافس الأول على بطولة ان اكس تي ولكنه لم يفلح بالفوز 

و في 12 يوينو 2014 انتهى عقد كلاي مع الدبليو دبليو أي.

## توتال نانستوب اكشين ريسلنغ (2014 - حتى الآن)
في يوم 16 سبتمبر 2014 ظهر موردوتش أول مرة في اتحاد تي ان أي، تحت اسم تايرس وأصبح رفيق إيثان كارتر III , وخاض أول مباراة له ضد شارك بوي في يوم 15 أكتوبر وتمكن من الفوز، وشارك م ع كارتر في بطولة لتحديد المنافس الأول على بطولة تي ان أي للفرق الثنائية وتمكنا من الفوز في الجولة الأولى على إيريك يونغ وروكستر سبود، وخسرا بعدها ضد ذا هارديز حيث قام مات هاردي بتثبيت تايرس، وفي 12 نوفمبر في عرض إيمباكت خسر تايرس ضد إيريك يونغ، وفي يوم 6 فبراير تمكن تايرس من هزيمة روكستر سبود ومارك هندريوس في مباراة 2 ضد واحد في القفص، وفي يوم 13 فبراير تمكن تايرس وكارتر من الفوز على روكستر وماندريوس وجيريمي بوراش في مباراة هانديكاب 3 ضد 2 , وفي يوم 20 فبراير قام مستر اندرسون وروكستر سبود بحلق رأس تايرس، وفي يوم 27 فبراير خاض تايرس وكارتر مباراة ضد روكستر سبود ومستر اندرسون وخسراها، وفي يوم 6 مارس تواجه تايرس مع كنوكس ضد إيثان كارتر III وكرايزي ستيف وخسراها، وبعدها شارك بباتل رويل هارديكور مكونة من 12 رجل وفاز بها جيمس ستورم، وكان تايرس مع فريق EC3 وخسروا ضد فريق هارديز وبعدها واجه تايرس مستر اندرسون وخسر المباراة، وفي يوم 22 مايو قام تايرس بقفل باب القفص ليفوز كارتر على مستر اندرسون، وفي يوم 29 مايو 2015 واجه تايرس وكارتر كل من كرت انغل وروكستر سبود وخسراها، وبعدها أصبح تايرس الحارس الشخصي لكارتر يرافقه في كل مبارياته.

## أفلامه
- فيلم لا أحد يعيش No One Lives سنة 2012 بدور إيثان

## في المصارعة
الحركات القاضية
- على هيئة تايرس
- شوك سلام (إسقاط الخنق)
- على هيئة برودس كلاي
- القفز على الخصم بالجسد
- الأنقضاض على الخصم (كروس بادي)
- على هيئة جي ريلا
- شوك سلام (إسقاط الخنق)

الحركات الخاصة
- النطح بالرأس

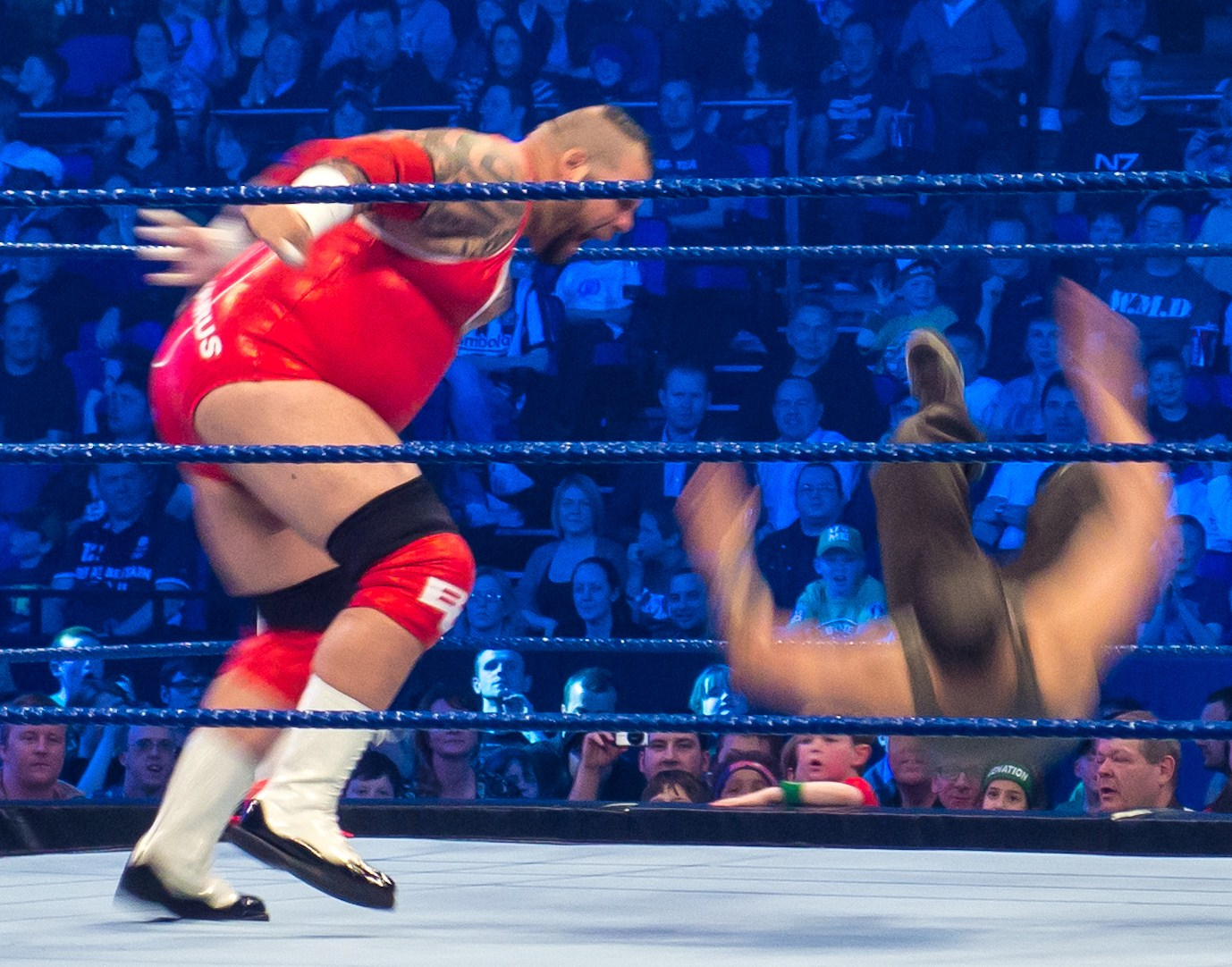
برودس كلاي ينطح هونيكو

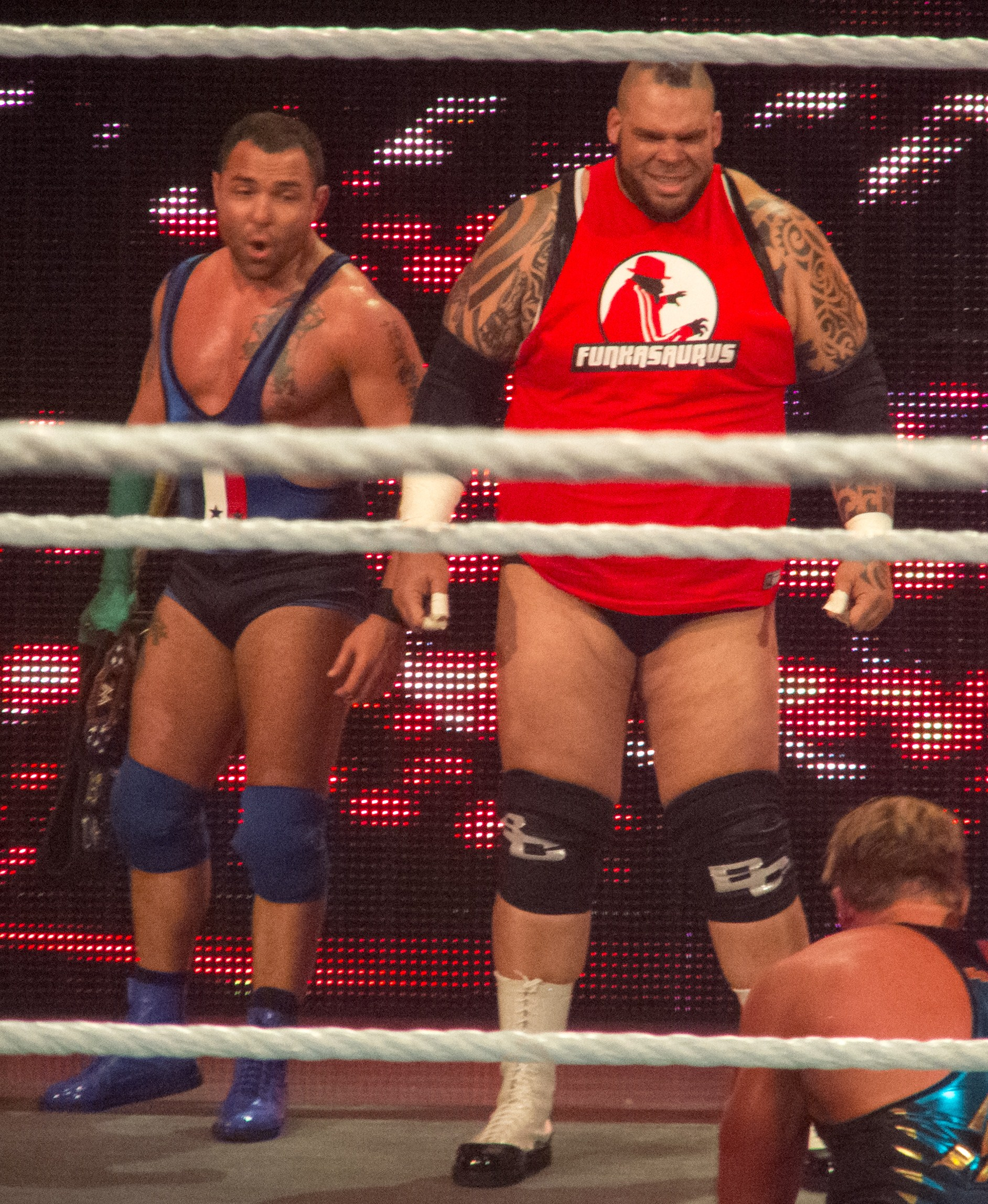
برودس كلاي مع سانتينو متريلا

- الهجوم عندما يكون الخصم في زاوية الحلبة
- ضربة بالمرفق
- الركبى اليسرى
- تي بوني سوبليكس
- باورسلام

مع تنساي 

حركة الفريق القاضية
- الركض ومن ثم القفز على الخصم وهو على الأرض

حركات الفريق الخاصة
- كسر الرقبة
- الرمي الجانبي على الأرض (كلاي) والسقوط بالمرفق على صدر الخصم (تنساي)

مدراء أعماله
- زوجان المليون دولار (تيد ديبياسي وماريس)
- البيرتو ديل ريو
- ريكاردو رودريغيز

أدار أعمالهم
- دوني مارلو
- ديريك باتمان

أسماء يشتهر بها
- أكبر آلة سوبلكس في العالم
- الفنكسوريس

## بطولاته وإنجازاته
- بطولة بي بي دبليو للوزن الثقيل (مرة واحدة)
- صنفته الPWL في المركز #74 من أصل 500 مصاراعا في عام 2012 وعام 2013
- جائزة سلامي لأفضل راقص لعام 2012

## روابط خارجية
- برودس كلاي على موقع IMDb (الإنجليزية)
- برودس كلاي على موقع ألو سيني (الفرنسية)
- برودس كلاي على موقع أول موفي (الإنجليزية)
- برودس كلاي على موقع قاعدة بيانات الفيلم (الإنجليزية)
- برودس كلاي على موقع كينوبويسك (الروسية)
- برودس كلاي على موقع دبليو دبليو إي (الإنجليزية)
- برودس كلاي على موقع CageMatch worker (الإنجليزية)
- برودس كلاي على موقع عالم المصارعة على الإنترنت (الإنجليزية)
- برودس كلاي على موقع عالم المصارعة على الإنترنت (الإنجليزية)